# André Jolivard
André Jolivard (Le Mans, 15 settembre 1787 – Parigi, 8 dicembre 1851) è stato un pittore francese paesaggista.

## Biografia
Nato a Le Mans  e terminati gli studi secondari nella città natale, André Jolivard si stabilì a Parigi per studiare Giurisprudenza. Ma, alla fine del Primo Impero, fu arruolato in un reggimento della Guardia d'onore e combatté a Lipsia. Congedato, e conseguita la laurea in Diritto nel 1816, si dedicò alla pittura.
Fu allievo di Jean-Victor Bertin, frequentando regolarmente il suo atelier, e divenne ben presto un pittore paesaggista apprezzato, sia nei "Salon" dove esponeva, sia dal pubblico. Aprì il suo studio al nº 19 di Boulevard Saint-Martin e praticò anche l'incisione.
Fu membro della Société libre des Beaux-Arts e  nel 1835 fu decorato con la Légion d'honneur.
La sua morte fu accidentale: l'8 dicembre del 1851, durante i combattimenti che seguirono il colpo di Stato di Napoleone III del 2 dicembre, mentre apriva una finestra, fu colpito al polso da un proiettile vagante e morì di tetano per l'infezione della ferita.

I suoi sfondi di studio e la sua collezione personale furono dispersi in una vendita pubblica nel gennaio del 1852.

## L'opera
André Jolivard fu un artista assai fecondo, innamorato della sua terra natale, i cui territori lo ispirarono sempre. Compose dei paesaggi assai armoniosi, la cui tecnica e la cui fattura anticipano e preannunciano lo stile della Scuola di Barbizon.
Espose in diversi "Salon" negli anni 1819, 1824, 1827, 1833, 1834, 1835, 1839  e  fu gratificato da una medaglia nel 1827.  La sua opera più nota, intitolata "Cortile di una fattoria" e detta anche "La fattoria con gli asini", fu acquistata dallo Stato al Salon del 1835 ed è ora conservata al Museo del Louvre.

La sua partecipazione al Salon del 1833 suggerì a Théophile Gautier, critico d'arte spesso molto severo, un commento quantomeno moderato: " M. Jolivard est vert et dur selon son habitude; cependant il est juste de dire qu'il a des parties assez bien rendues. ". (Il Signor Jolivard è verde  e duro, come d'abitudine, tuttavia è giusto dire che egli ha delle parti abbastanza ben rese.)
Un certo numero di quadri di Jolivard è conservato oggi al Museo di Tessé, a Le Mans, e nei musei di Belle arti di Bordeaux e di Rouen, al museo Crozatier di Puy-en-Velay, al Museo Lambinet di Versailles e nel palazzo della Prefettura del dipartimento della Sarthe.

## Galleria d'immagini

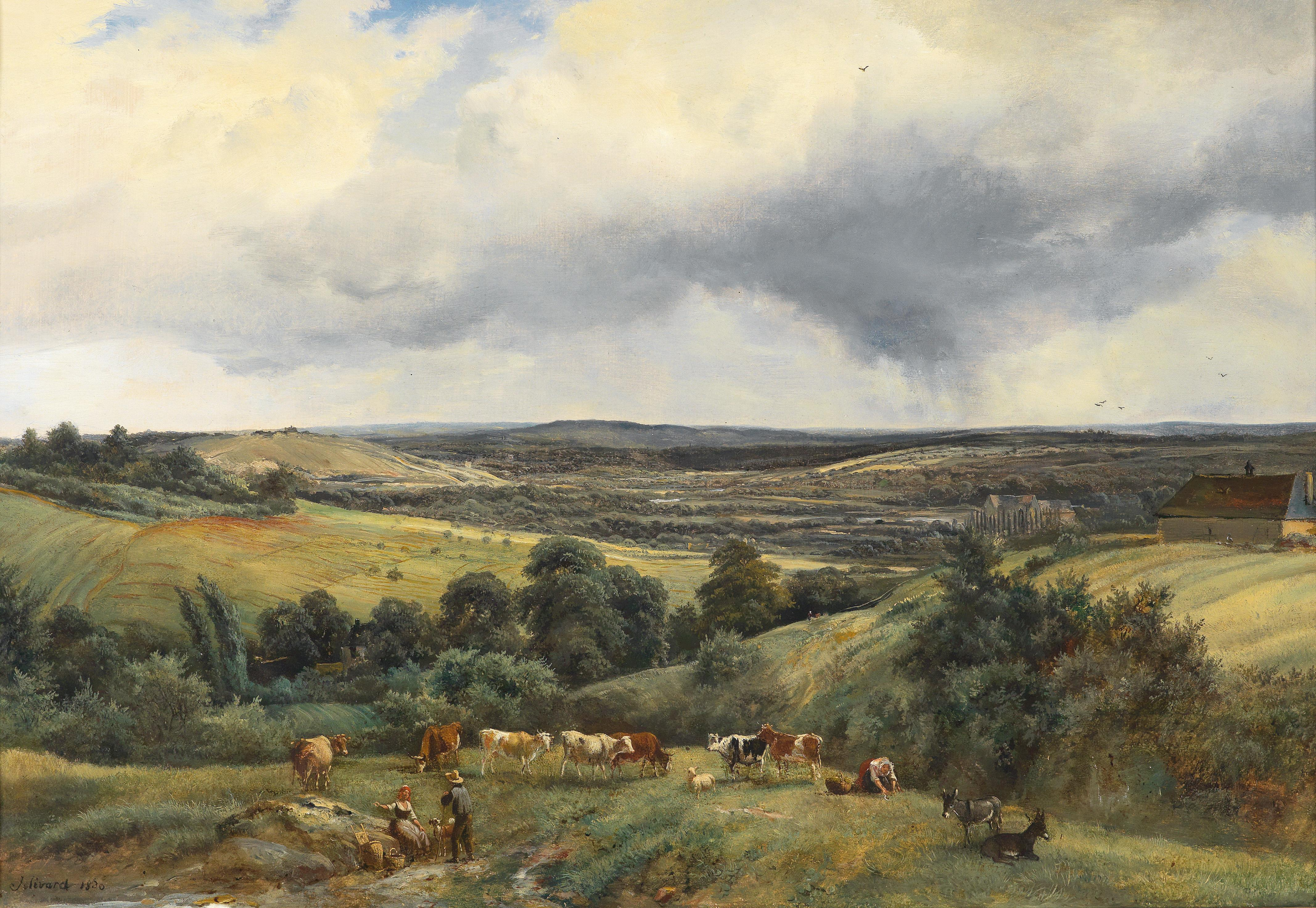
Paesaggio con armenti
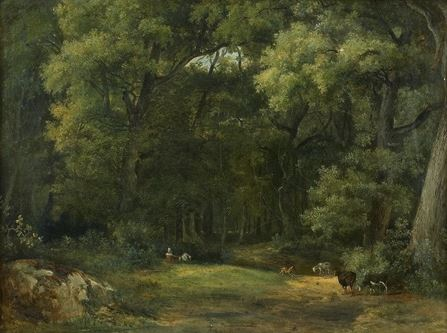
Foresta
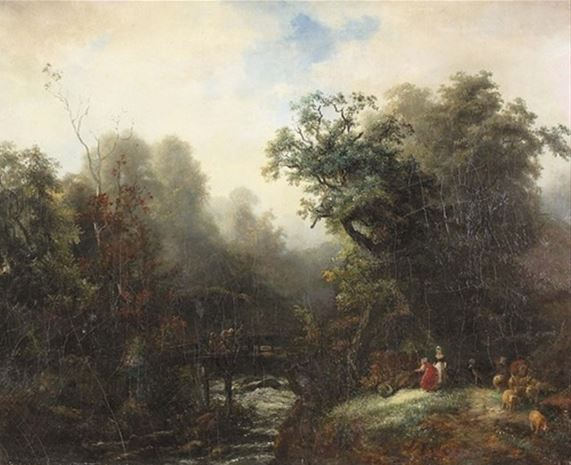
Torrente
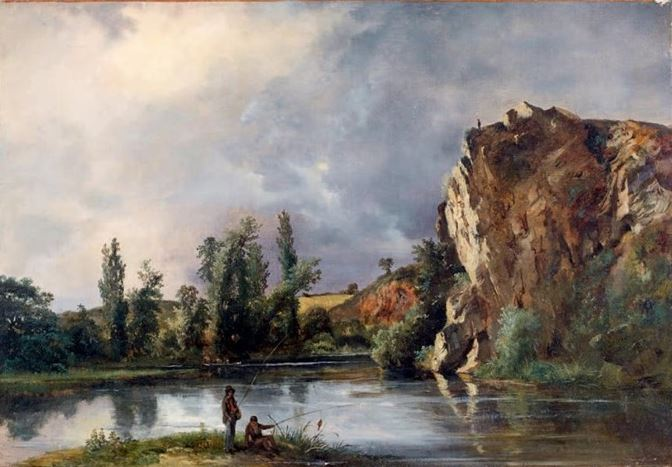
Pescatori